# 御園生金太郎

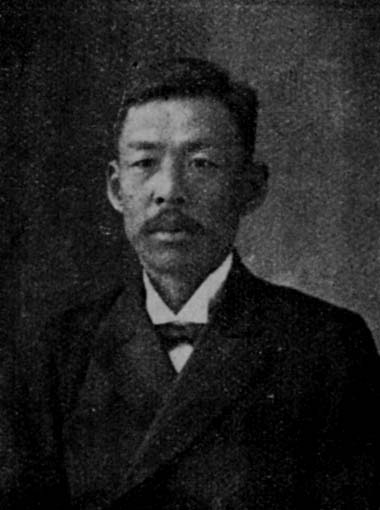
御園生金太郎

御園生 金太郎（みそのう きんたろう、1867年（慶應3年）1月 - 1922年（大正11年）5月3日）は、日本の教育者。

## 経歴
東京府駒込出身。1889年（明治22年）、東京高等師範学校中学師範科を卒業。長崎県師範学校教諭、富山県師範学校教諭・主事、福島県師範学校教諭・主事を歴任し、さらに京都府視学、福井県視学を務めた。1900年（明治33年）、職を辞して高等師範学校研究科で学んだ。その後東京府視学・学務課長となり、東京府立園芸学校、東京府立農林学校、東京府豊島師範学校、東京府立第四高等女学校などの新設に尽力した。東京府豊島師範学校が設立されると、教頭となり、1914年（大正3年）に校長に昇格した。

## 著書
- 『受験適用 教育学』（成文社、1903年）
- 『国民教育 戦時講話』（日本書籍、1905年）